# ヒルダ氷河
ヒルダ氷河（ヒルダひょうが、英語: Hilda Glacier）は、カナダ・アルバータ州にある氷河。北アメリカ大陸西部のカナディアンロッキーに属するアサバスカ山（標高3491m）の東側斜面に存在する。この氷河は岩の氷河 (rock glacier) に分類される。

## 説明
北緯52度11分0秒、西経117度10分0秒に位置する。
アサバスカ山の東側斜面に存在する小さな圏谷に発生する雪崩を主な源とする氷河である。
2002年現在、この氷河は標高約2900m付近から約2.5km続いていて、氷河の先端は標高約2170m付近にあり、約1.35km2を覆っている。
この氷河の表面は、薄い石の層に覆われている。このような氷河は岩の氷河 (rock glacier) と言われる。
この氷河を覆う石の大きさは上流から下流まで一定というわけではなく、上流部の1kmほどの範囲には、特に大きな岩が見られる。なお、この氷河表面に見られる薄い石の層は、落石や雪崩が原因で形成されているものである。
ところで、このヒルダ氷河も、カナディアンロッキーに存在する他の多くの氷河と同様に、後退を続けている氷河の1つである。例えば、ヒューザー (Heusser) と言う人物が1954年に発表したところによれば、ヒルダ氷河は1790年頃までには後退を始めたと考えられるという。
ちなみに、先述のように氷河の表面が石の層に覆われていて氷河の先端を隠してしまっているために、1954年時点において、この氷河の正確な長さは計測されていなかった。ヒューザーが1956年に、この氷河の先端付近と考えられる場所を見た時は、角のとれた大きな岩（氷河と共に流れることによって角が削れてしまった岩。いわゆるモレーン。）がデコボコに積み重なって、まるで波のようになっていたと言う。
また例えば、1977年から1978年に行われた調査でも、この氷河は依然後退中であることが確認された。